# 阿萨里站
阿萨里站是位于拉脱维亚尤尔马拉市朝里街区的一个火车站，托尔尼亚卡尔内斯-图库姆斯铁路线经过本站。